# Braggio
Braggio (toponimo italiano; in dialetto ticinese Bragg) è una frazione di 50 abitanti del comune svizzero di Calanca, nella regione Moesa (Canton Grigioni).

## Geografia fisica
Braggio è situato in Val Calanca, sulla sponda sinistra del torrente Calancasca; dista 26 km da Bellinzona e 118 km da Coira. Il punto più elevato del territorio è la cima del Piz della Molera (2 603 m s.l.m.), sul confine con Santa Maria in Calanca.

## Storia
Già comune autonomo istituito nel 1851 e che si estendeva per 6,91 km², il 1º gennaio 2015 è stato accorpato agli altri comuni soppressi di Arvigo, Cauco e Selma per formare il nuovo comune di Calanca.

## Monumenti e luoghi d'interesse
- Chiesa parrocchiale cattolica di San Bartolomeo, attestata dal 1611[1].

## Società

### Evoluzione demografica
L'evoluzione demografica è riportata nella seguente tabella:
Abitanti censiti

## Infrastrutture e trasporti
Braggio è collegata ad Arvigo attraverso una mulattiera e, dal 1961, da una teleferica. L'uscita autostradale più vicina è Roveredo, sulla A13/E43 (14 km), mentre la stazione ferroviaria di Grono, in disuso, dista 13 km.